# Charles Hastings (1er baronnet)
Charles Hastings, 1er baronnet, (12 mars 1752 - septembre 1823) est un officier de l'armée britannique.

## Famille
Hastings est le fils illégitime de Francis Hastings (10e comte de Huntingdon), et d'une mère inconnue qui est en fait une célèbre courtisane française, la demoiselle Lany, " danseuse de l'Opéra ". Il est né à Paris le 12 mars 1752 et grandit en Angleterre.
Il épouse Parnel Abney, la fille unique et héritière de Thomas Abney de Willesley Hall à Willesley, Derbyshire. Thomas Abney est le fils de Thomas Abney, juge des plaids communs.
Hastings a deux fils, Charles, né le 1er octobre 1792, et Frank, né le 6 février 1794, et une fille, Selina, décédée jeune.
Il est créé baronnet de Willesley Hall dans le comté de Derby le 18 février 1806. Il est également Chevalier Grand-Croix de l'Ordre royal des Guelfes. Hastings a un siège ancestral à Willesley de son mariage et une maison à Harley Street dans le Middlesex.
Lady Hastings passe sa vie dans l'isolement et la quasi-cécité dans leur maison ancestrale.
Hastings s'est suicidé et fait enterrer des glands avec lui en 1823. Il est remplacé par son fils, Charles, qui change son nom en Abney-Hastings. Son fils Frank Abney Hastings combat à la bataille de Trafalgar et est mort à Zante.

## Carrière militaire
Il achète une charge d'enseigne dans le 12e régiment d'infanterie, en 1776 une lieutenance, et en 1780 une capitainerie. En 1783, il achète un poste de major dans le 76e régiment d'infanterie, mais en 1786 il est lieutenant-colonel en demi-solde du 72e régiment d'infanterie. En 1786, il devient lieutenant-colonel du 34e régiment d'infanterie. En 1789, il prend à nouveau sa retraite avec demi-solde et, pendant ce temps, est muté au 65e régiment d'infanterie. En 1798, il est muté au 61e régiment d'infanterie en tant que lieutenant-colonel et peu de temps après, il est promu colonel breveté et major-général le même jour. En 1800, il devient lieutenant-colonel du 65e régiment d'infanterie. En 1806, il est promu colonel du 4e régiment d'infanterie, puis muté au 77e régiment d'infanterie, et en 1811 retourne dans son ancien régiment, le 12e régiment d'infanterie. Il est ensuite promu général.